# بانگا (نووی پازار)
بانگا (به صربی: Banja) یک منطقهٔ مسکونی در صربستان است که در نووی پازار واقع شده‌است. بانگا ۵۰۵ متر بالاتر از سطح دریا واقع شده‌است.